# 施肩吾 (唐朝)
施肩吾（780年—861年），字希聖，號東齋，睦州分水（今浙江省桐庐县分水镇）人，唐朝官员、道学家、诗人。

## 生平
少年修習佛學，与徐凝在安隐寺（龙门寺）读书，博学经史。元和十五年（820年）登庚子进士。未授官即告歸，张籍有《送施肩吾东归》诗送之。
后转而学道，隐居西山（属今江西新建县）。据赵道一《历世真仙体道通鉴》与苗善时《纯阳帝君神化妙通纪》记载，施肩吾初得仙人许逊五种内丹诀及神丹诸方，后再遇吕洞宾传授内炼金液还丹大道，于是隐居西山。
連橫在1920年出版的《臺灣通史》描述施肩吾曾率領族人移居澎湖。咸通二年（861年）去世。施肩吾是否去了澎湖，在1960年左右引起一場論戰。:15、16

## 著作
著有《养生辨疑诀》、《真仙传道集》二卷、《太白经》、《西山群仙会真记》五卷、《华阳真人秘诀》、《黄帝阴符经解》、《钟吕传道集》等，另尚有诗集《西山集》10卷存世。

## 辨誤
晁公武的《郡齋讀書志》和陳振孫的《直齋書錄解題》皆將五代宋初施肩吾的作品《西山群仙會真記序》和《座佑銘》二文誤植給唐代的施肩吾。